# 優馬

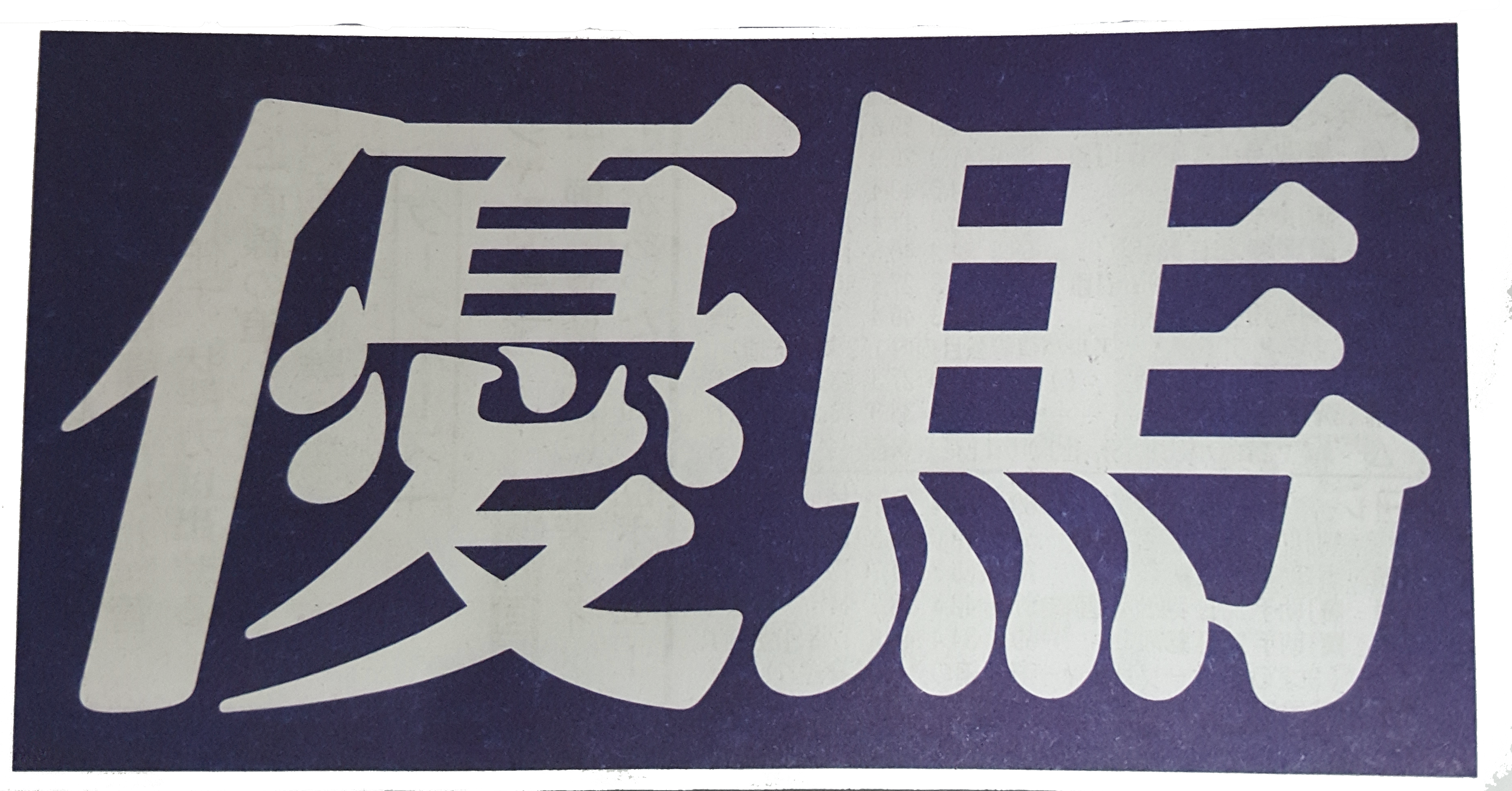
誌面ロゴ

優馬（ゆうま）とは東京都を拠点とする中央競馬向けの競馬新聞である。発行は中光印刷株式会社。創刊は1966年（昭和41年）。2008年現在は「競馬新聞として発行部数No.1」を自称している。兄弟紙に『ケイユウ』がある。
なお、かつてはホッカイドウ競馬版も発行していた。
2010年（平成22年）8月7日開催分（8月6日夕方発行）から現行の「優馬」に題号を変更した。それまでは「1馬」（いちうま）であった。本項では1馬時代についても記述する。

## 概要
毎週中央競馬開催日（原則として土・日曜日）の前日夕刻より北海道や東日本を中心に全国主要駅売店・コンビニエンスストア、競馬場・場外勝馬投票券発売所（ウインズ）の新聞売店にて販売されている。（現在静岡市より西の地域は発売なし）
シンボルカラーは紺色で、1馬時代は開催地をカタカナで表記していたのが特徴。「セイコー馬券教室」や、「馬連ABC作戦」といった看板コーナーがある。他の予想紙の多くが特定の競馬場のレースのみを全レース掲載している中（他の競馬場の情報は特別・重賞レースのみ掲載する場合が多い）、同日に開催される全レース（最大36レース）の情報を伝える全国紙という点も特筆される（2014年現在、最大36レース掲載は他に競友、サンケイスポーツの『競馬エイト』、デイリースポーツの「馬三郎」、東京スポーツ、日刊スポーツのみ）。
各競馬場ごとに予想・携帯がしやすいよう分冊されているのも特徴である（おそらく全国発売開始以後から）。
発行元である中光印刷の社長を務めた竹國弘は「セイコー」の冠名を使用する中央競馬の馬主でもあり、2006年の新潟ジャンプステークスを制したストームセイコー、2014年のアイビスサマーダッシュを制したセイコーライコウなどを所有していた。

## 歴史
1962年（昭和37年）、関東の競馬新聞としては後発の『勝馬』が創刊した。勝馬は、後にダービーニュースの中興の祖となる荒木由太郎が創業者で、荒木は新興紙の勝馬を盛り立てるべく、日本短波放送とホースニュース・馬でパーフェクト予想を達成し波に乗っていた競馬評論家大川慶次郎をホースニュース社から引き抜き、看板評論家の座に据えた。

しかし、勝馬を発行する立馬株式会社の社内事情は悪く、翌1963年（昭和38年）には大半のスタッフが、荒木・大川と共にダービーニュースへ移籍。さらに1966年（昭和41年）、山岡事件で日本中央競馬会が外郭団体を通じて発行していた『勝馬の栞』が廃刊になるのと前後して、再び立馬社内部は分裂状態になる。この時立馬社に在籍していた竹國弘が中心となって、新創刊したのが『1馬』である。
1馬は当時関東最後発の競馬新聞として積極的な攻勢をかけ、これが奏功し関東で最大シェア33％に達していたダービーニュースの市場を切り崩すことに成功する。

当初の看板評論家だった佐々木丘が早世。後任となった深沢五郎が紙面を盛り立てたが、1980年（昭和55年）、入社9年目の中堅だった清水成駿がラジオ関東（現・RFラジオ日本）『競馬実況中継』解説者として派遣される。1984年（昭和59年）には清水が編集長に昇格。清水のコラム『今日のスーパーショット』は紙面とラジオ解説のコラボレーションがうまく行ったこともあり熱狂的な支持者を生むようになり、清水の名前だけで売れる状態を創出。1馬は関東の競馬新聞業界トップに躍り出た。清水は1990年代前半頃までにファンのカリスマ的な尊敬を受けるなど、競馬評論家として関東トップクラスの地位を手にした。
また、中光印刷は2000年（平成12年）までに『競友』の版元である競友調教通信社を傘下に収め、兄弟紙とした。
2001年（平成13年）、清水が文筆業に専念したいとの理由で退社。
2003年（平成15年）、JRAは全レース全国発売を開始した。1馬は開催場の全レースを掲載する全国紙としてリニューアルし、それまでの関東以北に加え、愛知県以西の西日本でも販売を開始した。一方、競友は従来通り、関東地方のみの発売として棲み分けを図った。
一方で、竹國の死後は競合他紙との提携にも乗り出し、2019年からGI開催前日を中心に日刊ゲンダイと提携した『競馬神7』（けいばカミセブン）をコンビニプリント版限定で全国発売している。
新型コロナウイルス感染症のパンデミックに伴う無観客競馬により紙版の売り上げが激減したため、2020年（令和2年）10月4日付を最後に中京圏以西での紙版の販売を取りやめ、コンビニプリント版による全国発売に切り替えた。内容は従来通り、開催場全レース掲載を堅持する。また、2021年（令和3年）からは看板評論家の佐藤直文が発行人とクレジットされることになった。

## 放送系メディアとの関係
放送局ではラジオ日本および新潟放送（BSNラジオ）と長年にわたり深い関係を築いてきた。
ラジオ日本『競馬実況中継』には1980年（昭和55年）1月から出稿を始め、以来途切れることなく解説者を派遣する。1980年代から1990年代にかけては清水が日曜2部のメイン解説者として活躍。清水は2001年の退社にあたって佐藤を後継に指名した。佐藤はその後、ダービーニュース出身の長谷川仁志と共に同番組のエース格解説者として君臨する。また、2006年（平成18年）勝馬の提供撤退後は清水と親しかったトラックマンや評論家がラジオ日本に多数出演するようになるなど、2016年（平成28年）に清水が亡くなった後も彼の影響が色濃く残っている。
2000年代以降はライバル紙ダービーニュースの事業縮小、そして撤退に伴い後継を引き受けるなどして同番組に最も多くのスタッフを送り込むこととなった。まず2002年（平成14年）、『中央競馬大作戦』が朝の直前番組として生まれ変わるのと同時に日曜日を担当し、佐藤を派遣。全国紙化後は関西常駐のトラックマンをレギュラー出演させる「きょうの関西馬情報」コーナーを設けた。2006年からは中京以西で行われるGIレースすべてに1馬関西の解説者を派遣するなど同番組のコンテンツ充実に大きく貢献。2011年2月のダービーニュースの提供降板を受けて、土曜2部と大作戦（土曜）も正式に引き継ぎ佐藤が土曜・日曜両方の2部に出演することになった。さらに2012年11月にUMAJINが日曜2部の提供を降板した際にも、後継のうまスクエアは2020年（令和2年）9月までメイン解説者を出さなかったため、優馬から送り出した。無観客競馬による売り上げ減少を受けて2020年7月19日の福島開催を最後にラジオ日本での全ての提供をいったん降板したが、佐藤らスタッフの解説者派遣は継続している。
新潟放送では新潟競馬開催時の中継（『BSNラジオ競馬中継』）に協賛・解説者を派遣し、展望番組『今日のねらい目勝負どころ』も長年提供してきたが、2020年9月6日の主場開催をもって提供を降板し（解説者派遣は継続）、『勝負どころ』も同年9月27日放送限りで終了した。

## 主な人物
番組名の特記がない者は『ラジオ日本競馬実況中継』に出演。

### 現職

#### 関東勤務者
- 石川弥貴人 - JRA騎手石川裕紀人の実弟。2022年（令和4年）入社[4]。
- 小桧山辰弥 - 『BSNラジオ競馬中継』（第三場開催時）に出演。
- 佐藤直文 - 編集長兼発行人。日曜2部前半[注 3]、『中央競馬大作戦』（日曜）、グリーンチャンネル『明日の勝ち馬検討社』→『勝ち馬リサーチャー』→『VANで勝ち馬さがしてみませんか』・『トラックマンTV』に出演。
- 武井友彦 - 東日本主場本紙予想担当。2015年10月4日から2020年9月6日まで日曜1部パドック解説、2部前半メイン解説担当。以後は3日間開催の3日目などに不定期で出演。
- 中田博士 - 2020年1月5日放送より土曜・日曜共に2部パドック解説担当。2021年9月11日から土曜2部のみとなる。
- 久光匡治（ひさみつ・まさはる） - グリーンチャンネル『中央競馬全レース中継』パドック解説、『結果分析2』解説担当。土曜2部[注 4]・日曜2部パドック解説[注 5]、大作戦（土曜）[注 6]、『地・中・海ケイバモード』→『ケイバどーも!』を歴任。原優介の騎乗依頼仲介者を務め、他に藤田菜七子の仲介者を歴任。
- 山崎啓介 - 2025年より北海道本紙予想担当、通称ローカルハンターザキヤマ。2016年から19年まで『北海道情報』担当、2023年から佐藤の代役として不定期に出演を再開。

#### 関西勤務者
- 櫻井眞人 - 松山弘平・和田竜二の騎乗依頼仲介者。
- 須藤大和（すどう・ひろかず） - 2019年より西日本主場本紙予想。関西GIレース自社制作時は2019年12月の朝日杯フューチュリティステークスまで実況席解説（中邑・持木と分担）、2020年6月の宝塚記念以降パドック解説（田崎と分担）。イレギュラーで関西全レースを放送する際と、関西馬情報（日曜、田崎と分担）にも登場。他に『全レース中継』『トラックマンTV』に出演。
- 田崎泰 - 日曜1部「きょうの関西馬情報」、関西GIレース自社制作時は主にパドック解説（共に須藤と分担）。『全レース中継』『トラックマンTV』に出演。
- 中邑茂 - 元西日本主場本紙予想。2019年まで関西GIレース開催時のパドック解説を担当（田崎・持木と分担）。
- 広田晶彦 - 2020年3月の高松宮記念まで、中京G1レースのパドック解説を担当。
- 細川貴之 - 2001年入社。矢作厩舎（坂井瑠星・古川奈穂）の騎乗依頼仲介者。
- 目黒和外 - 中京G1レース開催時に出演。2020年3月の高松宮記念までは実況席、12月のチャンピオンズカップからはパドック解説を担当。池添謙一・角田大和らの騎乗依頼仲介者も担当。
- 持木秀康 - 関西看板評論家。2020年4月の大阪杯まで関西GIレース開催時のパドック解説を担当（田崎・中邑と分担）。イレギュラーで関西全レースを放送した際にパドック解説の経験あり。

### 過去
- 石井進吾 - 競馬研究（現・研究ニュース関東版）から移籍、元東日本主場本紙予想担当。清水とコンビを組んで日曜2部に出演していた。清水の退社と同時に降板し、2006年（平成18年）4月23日死去。
- 清水成駿 - 1馬在職中は日曜2部に出演。退社後は土曜2部を中心に不定期出演していた。2016年（平成28年）8月4日死去。
- 庄司真 - 日曜1部パドック解説、2部前半メイン解説担当。2015年（平成27年）9月30日死去[5][6]。